# 울산 현대모비스 피버스
울산 현대모비스 피버스(영어: Ulsan Hyundai Mobis Phoebus)는 울산광역시를 연고로 하는 대한민국의 프로 농구단이다. 1997년에 전신인 부산 기아 엔터프라이즈를 모태로 창단하였으며, 현재의 모기업은 현대모비스이다.

## 연혁

### 기아 농구단
- 1986년 4월: 기아산업 농구단 창단 (이후 사명 변경으로 '기아자동차 농구단'으로 이어감.)
- 1988년 5월: 1988 코리안리그 1차대회 우승, 10월 제69회 전국체전 우승
- 1989년 2월: 1988-89 대통령배 농구대잔치 종합우승, 5월 1989 코리안리그 1차대회 우승
- 1990년 2월: 1989-90 대통령배 농구대잔치 종합우승, 10월 제71회 전국체전 우승
- 1991년 3월: 1990-91 대통령배 농구대잔치 종합우승
- 1992년 3월: 1991-92 대통령배 농구대잔치 종합우승, 4월 제5회 ABC 아시아 클럽선수권 우승 / 5월 '92 코리안리그 1차대회 우승 / 10월 제73회 전국체전 우승
- 1993년 3월: 1992-93 대통령배 농구대잔치 종합우승, 10월 제74회 전국체전 우승
- 1994년 5월: 1994 코리안리그 1차대회 우승, 11월 1994 코리안리그 2차대회 우승
- 1995년 3월: 1994-95 011/012배 농구대잔치 종합우승, 5월 1995 코리안리그 1차대회 우승
- 1996년 3월: 1995-96 농구대잔치 종합우승 (실업 기아자동차 시절 마지막 우승)

### 부산 기아 엔터프라이즈
- 1996년 12월: 프로출범 앞두고 기아 엔터프라이즈라는 이름으로 창단, 창단 당시 연고지는 부산
- 1997년 5월: 1997 FILA배 KBL 프로농구 원년 우승, 제8회 ABC 아시아 클럽선수권 준우승
- 1998년 5월: 1997-98 FILA배 프로농구 준우승
- 1999년 5월: 1998-99 현대 걸리버배 프로농구 준우승
- 2000년 3월: 1999-2000 애니콜 프로농구 플레이오프 진출

### 울산 모비스 오토몬스
- 2001년 4월 ~ 8월: 프로야구 KIA 타이거즈의 창단으로 인해 모기업을 같은 계열사의 현대모비스로 변경, 이와 아울러 동시에 팀명을 울산 모비스 오토몬스로 변경, 연고지도 부산에서 울산으로 이전, 9월 초대 모비스 농구단 단장 신일규 전무 선임과 함께 울산 모비스 오토몬스로 재창단, 12월 울산 지역 선수단 전용 숙소 개관
- 2002년 8월: 용인 구단 전용 숙소 및 체육관 개관, 10월 오토몬스 캐릭터 변경
- 2003년 3월: 2002-03 애니콜 프로농구 플레이오프 진출

### 울산 모비스 피버스
- 2004년 4월: 제2대 모비스 농구단 단장 장원준 상무 선임, 5월 신임 코치진 유재학 감독, 임근배 코치 선임, 9월 울산 모비스의 팀 명칭을 오토몬스에서 피버스로 변경함.
- 2005년 4월: 2004-05 애니콜 프로농구 정규리그 시상식에서 양동근 - 신인상, 수비5걸상 수상, 이병석 - 기량발전상(MIP), 수비5걸상, 우수 후보선수상 수상, 구단 프런트 - 50만 관중동원상 수상
- 2006년 3월: 2005-06 KCC프로농구 정규리그 우승, 4월 플레이오프 챔피언 결정전 준우승, 3월 정규리그 시상식 9개 부문 수상《정규리그 MVP / 시즌 베스트5 - 양동근, 감독상 - 유재학 감독, 외국인선수상 / 이성구기념상 / 시즌 베스트5 - 윌리엄스, 우수후보선수상 - 이창수, 수비5걸상 - 이병석, 구단 프런트 - 클린팀상 수상》 / 10월 제3대 모비스 농구단 단장 황열헌 부사장 선임
- 2007년 1월: 2007 한중 프로농구 올스타전 MVP 양동근 선수 수상 / 3월 2006-2007 현대 모비스 프로농구 정규리그 우승 / 5월 플레이오프 챔피언 결정전 우승(vs 부산KTF전), 플레이오프 MVP 양동근 선수 수상 / 4월 정규리그 시상식 7개부문 수상《정규리그 MVP, 이성구 기념상, 시즌 베스트5 - 양동근, 감독상 - 유재학 감독, 우수후보선수상 - 우지원, 수비5걸상 - 이병석, 구단 프런트 - 타이틀 스폰서 공로상 수상》
- 2008년 5월: 2007-2008 스포츠토토 프로농구 대상 클린팀상 수상
- 2009년 3월: 2008-2009 동부 프로미 프로농구 정규리그 우승 / 5월 정규리그 시상식 6개부문 수상《감독상 - 유재학, 베스트5상 - 김효범, 이성구 기념상 / 수비5걸상 - 브라인언 던스톤, 우수후보선수상 - 함지훈, 기량발전상(MIP) - 박구영》
- 2010년 3월: kt와 접전 끝에 2009-2010 KCC 프로농구 정규리그 우승. 40승 14패로 kt와 승률이 동률이었고, 상대전적도 3승3패였지만, 득실차에서 48점 차이로 정규리그 우승하였다. / 3월 정규리그 시상식 수상 《정규리그 MVP - 함지훈, 시즌 베스트 5 - 양동근, 함지훈》
- 2010년 4월: 2009-2010 KCC 프로농구 정규리그, 챔피언 결정전 통합우승. 기아 시절 포함하여 통합우승 3회 달성. (통합우승 3회는 프로농구 사상 최초이고 최다 기록이다.) / 《챔피언 결정전 MVP - 함지훈》
- 2012년 5월: 귀화혼혈선수인 문태영을 영입하였다
- 2013년 4월: 2012-2013 KB국민카드 프로농구 챔피언 결정전 우승 <MVP-양동근> / 정규리그 2위
- 2014년 4월 10일: 2013-2014 KB국민카드 프로농구 챔피언 결정전 우승 <MVP-문태영> / 정규리그 2위
- 2015년 3월 5일: 2014-2015 KCC 프로농구 정규리그 우승
- 2015년 4월 4일: 2014-2015 KCC 프로농구 챔피언 결정전 우승/<MVP-양동근>
- 2016년 10월 18일: 드래프트에서 전체 1순위로 이종현을 지명하였다.

### 울산 현대모비스 피버스
- 2017년 9월 1일: 팀명을 울산 현대모비스 피버스로 변경.
- 2019년 3월 9일: 2018-2019 SKT 5GX 프로농구 정규리그 우승
- 2019년 4월 21일: 2018-2019 SKT 5GX 프로농구 챔피언 결정전 우승/<MVP-이대성>

## 우승 기록

### 국내 대회

#### 리그
- KBL 챔피언 결정전

● 우승 (7): 1997, 2006-07, 2009-10, 2012-13, 2013-14, 2014-15, 2018-19
● 준우승 (3): 1997-98, 1998-99, 2005-06
- KBL 정규시즌

● 우승 (7): 1997, 2005-06, 2006-07, 2008-09, 2009-10, 2014-15, 2018-19
● 준우승 (5): 1998-99, 2012-13, 2013-14, 2015-16, 2020-21

#### 컵
- 농구대잔치

● 우승 (7): 1988-89, 1989-90, 1990-91, 1991-92, 1992-93, 1994-95, 1995-96
● 준우승 (1): 1987-88
- KBL 컵대회
  -  준우승 (1) : 2022

### 아시아 대회
- ABA 클럽 챔피언십

● 준우승 (1): 2013
- 아시아 프로농구 챔피언십

● 우승 (2): 2015, 2016

## 역대 기록

### 역대 정규리그 성적
| 시즌      | 성적 | 승 | 패 | 비고                                                        |
| --------- | ---- | -- | -- | ----------------------------------------------------------- |
| 1997      | 1    | 16 | 5  | 부산 기아 엔터프라이즈로 프로 창단. 그 해 정규리그 우승     |
| 1997~1998 | 3    | 26 | 19 |                                                             |
| 1998~1999 | 2    | 31 | 14 |                                                             |
| 1999~2000 | 6    | 21 | 24 |                                                             |
| 2000~2001 | 9    | 17 | 28 |                                                             |
| 2001~2002 | 10   | 18 | 36 | 울산 모비스 오토몬스로 연고지 및 팀명 변경                  |
| 2002~2003 | 6    | 25 | 29 |                                                             |
| 2003~2004 | 10   | 15 | 39 |                                                             |
| 2004~2005 | 7    | 24 | 30 | 울산 모비스 피버스로 팀명 변경                              |
| 2005~2006 | 1    | 36 | 18 | 정규리그 우승                                               |
| 2006~2007 | 1    | 36 | 18 | 정규리그 우승                                               |
| 2007~2008 | 9    | 14 | 40 |                                                             |
| 2008~2009 | 1    | 35 | 19 | 정규리그 우승                                               |
| 2009~2010 | 1    | 40 | 14 | 부산 KT 소닉붐와 승률 같지만 득실차로 정규리그 우승         |
| 2010~2011 | 8    | 20 | 34 |                                                             |
| 2011~2012 | 5    | 29 | 25 |                                                             |
| 2012~2013 | 2    | 41 | 13 |                                                             |
| 2013~2014 | 2    | 40 | 14 | 창원 LG 세이커스와 승률 같지만 득실차로 정규리그 준우승     |
| 2014~2015 | 1    | 39 | 15 | 정규리그 우승                                               |
| 2015~2016 | 2    | 36 | 18 | 전주 KCC 이지스와 승률 같지만 상대전적 밀려 정규리그 준우승 |
| 2016~2017 | 4    | 28 | 26 |                                                             |
| 2017~2018 | 4    | 33 | 21 | 울산 현대모비스 피버스로 팀명 변경                          |
| 2018~2019 | 1    | 43 | 11 | 정규리그 우승(7회-역대 최다 정규리그 우승)                  |
| 2019~2020 | 8    | 18 | 24 |                                                             |
| 2020~2021 | 2    | 32 | 22 |                                                             |
| 2021~2022 | 4    | 30 | 24 |                                                             |
| 2022~2023 | 4    | 34 | 20 |                                                             |

### 역대 플레이오프 성적
| 연도      | 최종 결과 | 라운드         | 상대                   | 승/패 | 승리 | 패전 |
| --------- | --------- | -------------- | ---------------------- | ----- | ---- | ---- |
| 1997      | 통합우승  | 4강 플레이오프 | 대구 동양 오리온스     | 승    | 3    | 2    |
| 1997      | 통합우승  | 챔피언 결정전  | 원주 나래 블루버드     | 승    | 3    | 1    |
| 1997-1998 | 준우승    | 6강 플레이오프 | 인천 대우증권 제우스   | 승    | 3    | 1    |
| 1997-1998 | 준우승    | 4강 플레이오프 | 창원 LG 세이커스       | 승    | 3    | 1    |
| 1997-1998 | 준우승    | 챔피언 결정전  | 대전 현대 걸리버스     | 패    | 3    | 4    |
| 1998-1999 | 준우승    | 4강 플레이오프 | 수원 삼성 썬더스       | 승    | 3    | 1    |
| 1998-1999 | 준우승    | 챔피언 결정전  | 대전 현대 걸리버스     | 패    | 1    | 4    |
| 1999-2000 | 6강 진출  | 6강 플레이오프 | 수원 삼성 썬더스       | 패    | 1    | 3    |
| 2002-2003 | 6강 진출  | 6강 플레이오프 | 원주 TG 엑써스         | 패    | 0    | 2    |
| 2005-2006 | 준우승    | 4강 플레이오프 | 전주 KCC 이지스        | 승    | 3    | 1    |
| 2005-2006 | 준우승    | 챔피언 결정전  | 서울 삼성 썬더스       | 패    | 0    | 4    |
| 2006-2007 | 통합우승  | 4강 플레이오프 | 대구 오리온스          | 승    | 3    | 0    |
| 2006-2007 | 통합우승  | 챔피언 결정전  | 부산 KTF 매직윙스      | 승    | 4    | 3    |
| 2008-2009 | 4강 진출  | 4강 플레이오프 | 서울 삼성 썬더스       | 패    | 1    | 3    |
| 2009-2010 | 통합우승  | 4강 플레이오프 | 원주 동부 프로미       | 승    | 3    | 1    |
| 2009-2010 | 통합우승  | 챔피언 결정전  | 전주 KCC 이지스        | 승    | 4    | 2    |
| 2011-2012 | 4강 진출  | 6강 플레이오프 | 전주 KCC 이지스        | 승    | 3    | 0    |
| 2011-2012 | 4강 진출  | 4강 플레이오프 | 원주 동부 프로미       | 패    | 1    | 3    |
| 2012-2013 | 우승      | 4강 플레이오프 | 인천 전자랜드 엘리펀츠 | 승    | 3    | 0    |
| 2012-2013 | 우승      | 챔피언 결정전  | 서울 SK 나이츠         | 승    | 4    | 0    |
| 2013-2014 | 우승      | 4강 플레이오프 | 서울 SK 나이츠         | 승    | 3    | 1    |
| 2013-2014 | 우승      | 챔피언 결정전  | 창원 LG 세이커스       | 승    | 4    | 2    |
| 2014-2015 | 통합우승  | 4강 플레이오프 | 창원 LG 세이커스       | 승    | 3    | 2    |
| 2014-2015 | 통합우승  | 챔피언 결정전  | 원주 동부 프로미       | 승    | 4    | 0    |
| 2015-2016 | 4강 진출  | 4강 플레이오프 | 고양 오리온 오리온스   | 패    | 0    | 3    |
| 2016-2017 | 6강 진출  | 6강 플레이오프 | 원주 동부 프로미       | 승    | 3    | 0    |
| 2016-2017 | 4강 진출  | 4강 플레이오프 | 안양 KGC인삼공사       | 패    | 0    | 3    |
| 2017-2018 | 6강 진출  | 6강 플레이오프 | 안양 KGC인삼공사       | 패    | 1    | 3    |
| 2018-2019 | 통합우승  | 4강 플레이오프 | 전주 KCC 이지스        | 승    | 3    | 1    |
| 2018-2019 | 통합우승  | 챔피언 결정전  | 인천 전자랜드 엘리펀츠 | 승    | 4    | 1    |
| 2020-2021 | 4강 진출  | 4강 플레이오프 | 안양 KGC 인삼공사      | 패    | 0    | 3    |
| 2021-2022 | 6강 진출  | 6강 플레이오프 | 고양 오리온 오리온스   | 패    | 0    | 3    |
| 2022-2023 | 6강 진출  | 6강 플레이오프 | 고양 캐롯 점퍼스       | 패    | 2    | 3    |
| 2023-2024 | 6강 진출  | 6강 플레이오프 | 수원 KT 소닉붐         | 패    | 1    | 3    |

### 역대 감독
| 순번 | 재임 기간          | 이름   |
| ---- | ------------------ | ------ |
| 1대  | 1997.2.1-1998.5.31 | 최인선 |
| 2대  | 1998.6.1-1999.5.31 | 박인규 |
| 3대  | 1999.6.1-2002.3.31 | 박수교 |
| 4대  | 2002.4.1-2003.12.5 | 최희암 |
| 5대  | 2004.4.1-2022.6.21 | 유재학 |
| 6대  | 2022.6.21-2025     | 조동현 |
| 7대  | 2025-              | 양동근 |

## 코칭스태프&선수단

### 현재 선수단

#### 국군체육부대. 상무 농구단
| 번호 | 포지션 | 이름   | 입단연도 | 이적연도 | 입대연도   |
| ---- | ------ | ------ | -------- | -------- | ---------- |
| 17   | 포워드 | 전준범 | 2013     |          | 2018(상무) |
| 3    | 가드   | 정성호 | 2015     |          | 2019(상무) |

## 응원단
아나운서 : 김준원
응원단장 : 오종학
치어리더 : 고정현, 권소영, 김하연, 박미경, 안지성, 이소영, 이수진, 이예림, 장혜원, 정지현, 최홍라

## 영구 결번
- 10 우지원
- 14 김유택
- 6 양동근

## 성과
- 정규리그 최다 우승(7회),챔피언 결정전 최다 우승(7회),최다 통합우승(4회)을 한 팀이다.
- 기아 시절의 97(프로농구 원년)과 2005~2006, 2006~2007, 2008~2009, 2009~2010, 2014~2015, 2018~2019시즌에 정규리그 우승을 하였고, 97과 2006~2007, 2009~2010, 2014~2015, 2018~2019 시즌엔 통합우승했다.
- KBL 최초 3시즌 연속 챔피언 결정전 우승을 기록한 팀이다.
- 아시아 프로농구 챔피언십 우승 (2회)